# Trivandrum (district)
Trivandrum of Thiruvananthapuram is een district van de Indiase staat Kerala. Het district telt 3.234.707 inwoners (2001) en heeft een oppervlakte van 2192 km². Het is het meest zuidelijke district in Kerala. De stad Thiruvananthapuram van dezelfde naam is hoofdstad van het district en ook van de staat Kerala.

## Geschiedenis en toerisme
Thiruvananthapuram werd afgekort tot Trivandrum in de koloniale tijd. Vanaf 1991 werd de naam officieel weer terug veranderd. Thiruvananthapuram is een samenstelling van 'Thiru Anantha Puram', wat betekent 'Heilige Anantha's stad'. Vanaf 1745 was Thiruvananthapuram de hoofdstad van het koninkrijk Travancore van koning Marthanda Varma. De stad heeft nog het oude East Fort uit deze tijd, en rondom hier een oude wijk met gebouwen uit de koloniale tijd. Het noordoostelijk deel van Thiruvananthapuram ligt in de West-Ghats. Bij Kovalam en Varkala zijn stranden. Het Koyikkal Palace, in  Nedumangadu, werd gebouwd in de 17e eeuw voor Umayamma Rani van de koninklijke familie van Venad. Het is sinds 1992 een folkloremuseum.

## Economie

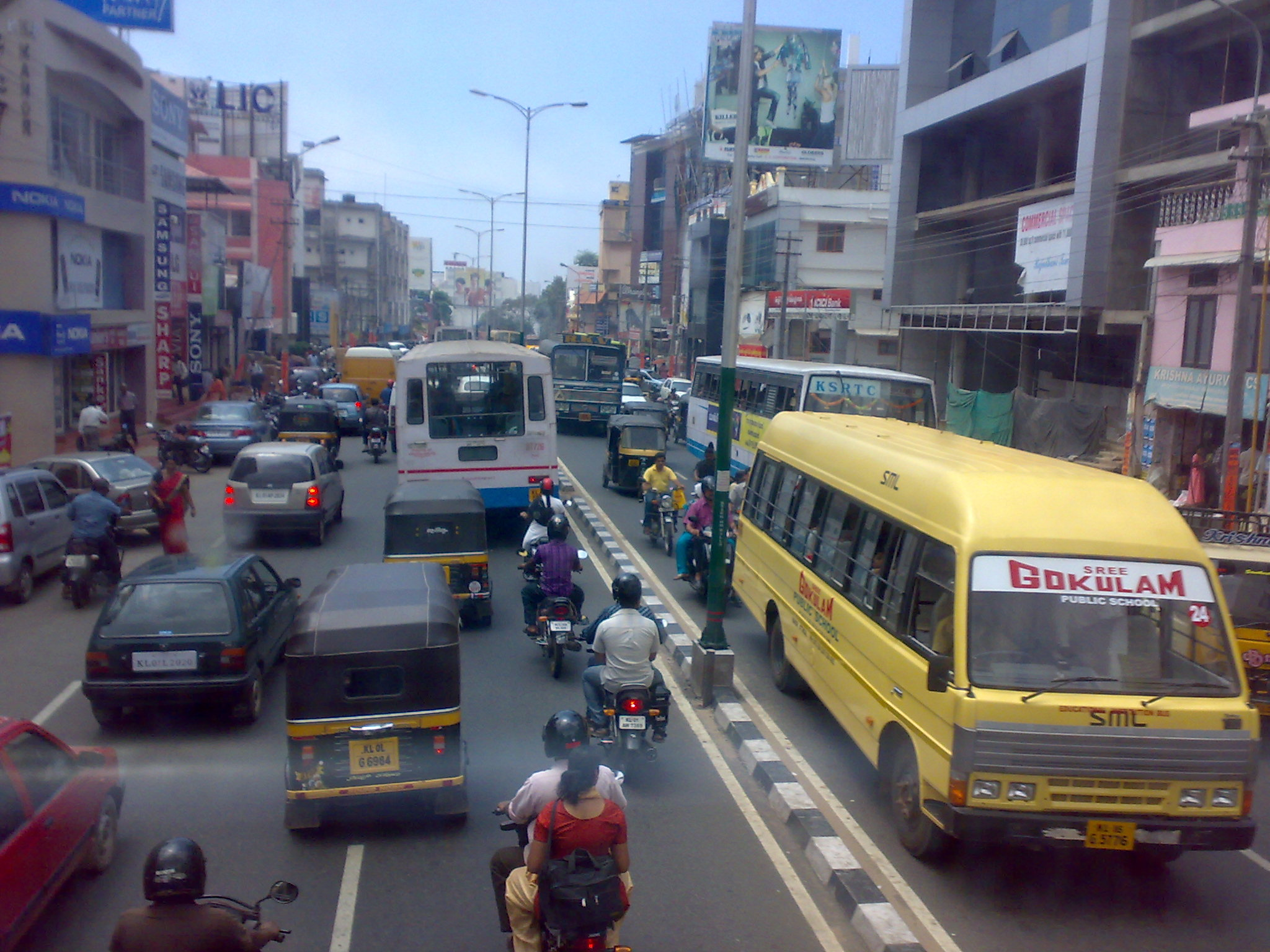
Spits in Thiruvananthapuram (2011)

Het district heeft een gemengde economie, met bestuur in de stad Thiruvananthapuram, en landbouw en industrie in het district. Landbouw richt zich op de voor Kerala gebruikelijke gewassen als rijst aan de kust en plantagegewassen in de West-Ghats. Vizhinjam is de grotere vissershaven van Thiruvananthapuram, naast de vissersdorpen. Muthalapozhy is een nieuwe vissershaven aan de monding van de rivier de Vamanapuram. Tot voor kort was de haven open van juni tot november waarna hij verzilte. Een pozhi is in het Malayalam een zandbank die een rivier van zee afsluit. Tijdens de moesson moest de monding weer opengebaggerd worden om overstromingen in het achterland tegen te gaan.
De industrie was oorspronkelijk gericht op het gebruik van kokosvezel en op weverijen. Het Technopark in Thiruvananthapuram was in 1990 het eerste IT kantoor- en bedrijvenpark in India en is nu nog steeds een van de grotere. De bedoeling was de voor bedrijven benodigde infrastructuur te bouwen en beschikbaar te stellen. Er zijn nu zo'n 300 bedrijven gevestigd met in totaal rond 46.000 werknemers, op 320 hectare.
Het Jawaharlal Nehru Tropical Botanic Garden and Research Institute is sinds 1979 gevestigd in Palode, in het oosten van Thiruvananthapuram bij de West-Ghats. Het is een onderzoeksinstituut naar de tropische planten in Kerala en het gebruik ervan. Ook doet de tuin van 120 hectare dienst als verzameling van lokale planten. Het is sinds 2003 onderdeel van de Kerala State Council for Science, Technology and Environment, een autonoom instituut van de staat Kerala.
Thiruvananthapuram heeft een internationale luchthaven, Trivandrum International Airport, en heeft spoorverbindingen naar het noorden en naar het oosten, naar Tamil Nadu. De Universiteit van Kerala is gevestigd in Thiruvananthapuram.